# كلود فيرغسون
كلود فيرغسون (بالإنجليزية: Claude Ferguson)‏ هو عالم بيئة أمريكي، ولد في 13 يناير 1923، وتوفي في 15 يونيو 2006.